# Bisdom Achonry
Het bisdom Achonry (Latijn: Dioecesis Achadensis; Iers: Deoise Achadh Conaire) is een Iers rooms-katholiek bisdom, dat grotendeels in het graafschap Mayo ligt, in het noordwesten van Ierland. Een klein deel ligt in Sligo en Roscommon.

## Kathedraal

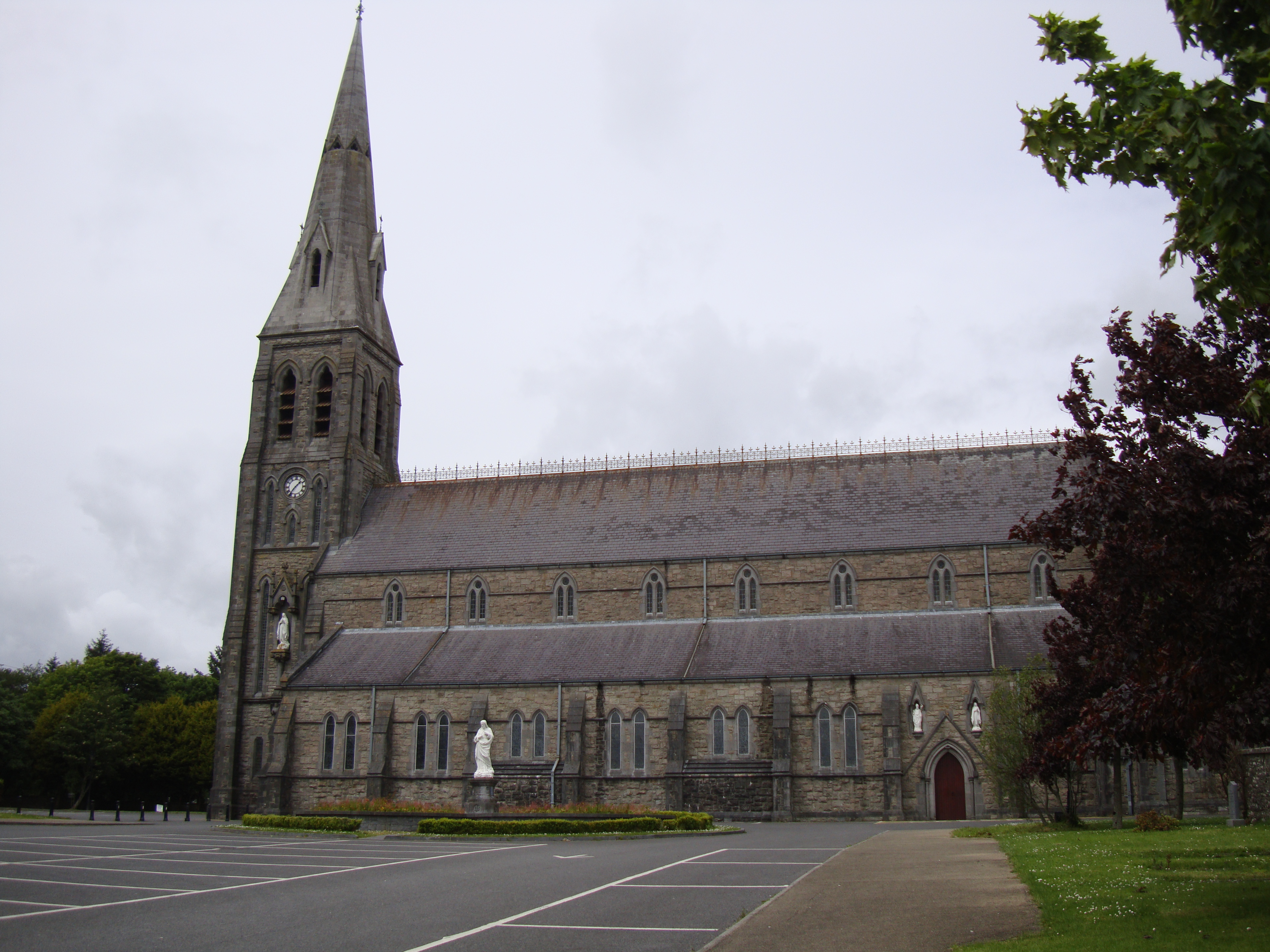
Kathedraal van Maria Boodschap en St Nathy

De kathedraal van het bisdom is toegewijd aan de lokale patroonheilige van het bisdom de Nath Í van Achonry en aan Maria Boodschap. De huidige kathedraal staat in Ballaghadereen en is gebouwd in de jaren 50 van de 19e eeuw
Zoals de naam van het bisdom aangeeft stond de oorspronkelijke zetel van het bisdom in Achonry. De kathedraal in die plaats, tot recent in gebruik bij de Church of Ireland heeft zijn functie verloren.